# Atli Úlfsson
Atli Úlfsson (apodado el Rojo; nórdico antiguo: hinn rauði, n. 875) fue un vikingo y bóndi de Staður á Reykjanesi, Austur-Barðastrandarsysla en Islandia. Era hijo del colono noruego Úlfur skjálgi Högnason y de Bjørg Eyvindardottir (n. 848), una hija de Eyvind del Este. Es un personaje citado en la saga de Njál, saga Eyrbyggja, saga de Grettir, y saga Þorskfirðinga. Se casó con Þorbjörg Hrólfsdóttir (n. 879), y de esa relación nacieron dos hijos: Jörundur (n. 910) y Már Atlason.